# Steyr 12M18
Steyr 12M18 je vojaški tovornjak iz Steyr Daimler Pucha. Uporabljajo ga predvsem avstrijske oborožene sile za prevoz oseb in tovora. V tovornem prostoru lahko prevaža do 18 oseb, vključno z njihovo osebno bojno opremo. Zaradi dobrih terenskih zmogljivosti, jih nekateri posamezniki uporabljajo tudi kot ekspedicijska vozila.

## Tehnologija
Vozilo ima stalen štirikolesni pogon z zaporo diferenciala na obeh oseh in zaporo sredinskega diferenciala, ki se lahko zaklene na težavnem terenu. Moč se prenaša prek 8-stopenjskega menjalnika, z nizko razdalje. Motor je 6-cilinderski serije WD 612 z neposrednim vbrizgom, največjo močjo 130 kW (177 KM) in največjim navorov 630 Nm pri 1.200 vrtljajih na minuto. Ta serija motorja je bila zasnovana v skladu s Steyr HPCE (High Performance Controlled Emission) standardom. Največja hitrost vozila je 98 km / h, s polnim rezervarjem pa lahko prevozi približno 700 km. Kabina je zasnoval Francoski industrijski oblikovalec Louis Lucien Lepoix, kateri je prej zasnoval tudi kabine za proizvajalce kot so Henschel, Magirus-Deutz in Bussing. ==

## Uporaba
Steyr-je 12M18 uporablja prevsem v Avstrijska vojska, nadomestili pa so zastarele Steyr-e 680M . Poleg vozil za prevoz oseb, so tudi vozila, ki so opremljena za prevoz materiala z dvižnnimi vrati. Steyr 12M18 se uporablja tudi v Grški vojski (kot Steyr 14M14), na Tajskem in v Združenih državah Amerike (kot FMTV).
Od leta 1988 je Steyr sodeloval pri razpisu Ameriške vojske, za novo FMTV vozilo(Family of Medium Tactical Vehicles) s pogonom 4x4 nosilnosti 2,5 tone in pogonom  6x6  nosilnosti 5 ton. S pomočjo podjetja Stewart & Stevenson v Houstonu je Steyr razvil koncept 12M18 in dobil naročilo za 17 prototipov katere so tudi sami izdelali. Po devetih mesecih testiranja Steyrjevega  koncepta je bilo oddano naročilo. Več kot 60.000 tovornjakov je bilo naročenih, zgrajeni pa so bili v različnih ameriških podjetij po konceptu Steyr-a. Serijska proizvodnja za Ameriško vojsko se je začela leta 1995 in leta 1996 so bila vozila FMTV uvedena v Ameriški vojski. Vozila so nadomestila zastarele GMC-je.